# Das Phantom von Corleone
Das Phantom von Corleone – Dem letzten Mafia-Paten auf der Spur ist ein italienischer Dokumentarfilm des Filmregisseurs Marco Amenta, der sich nach Sizilien begibt, um Informationen über den seit 1963 untergetauchten Boss der sizilianischen Cosa Nostra namens Bernardo Provenzano zusammenzutragen, bevor dieser am 11. April 2006 verhaftet wurde. Am 31. März, wenige Tage vor der Verhaftung Provenzanos, wurde der Film veröffentlicht.

## Handlung
Der Filmregisseur Marco Amenta, der bereits in seinem 18. Lebensjahr von Sizilien fort ging, kehrt in seiner Dokumentation zurück, um Informationen über den seit mehr als 40 Jahren untergetauchten Cosa Nostra-Boss Bernardo Provenzano aus Corleone zusammenzutragen. Er trifft sich mit den italienischen Mafiajägern Roberto Scarpinato, Guido La Forte und Giuseppe Linares und berichtet über Provenzano als Person, dessen blutigen Aufstieg in der sizilianischen Mafia und über die Suche der Behörden nach Provenzano und dessen verbündete. Ebenso trifft sich Amenta mit dem Mafia-Anwalt Salvatore Traina, der im Jahr 1992 von Provenzanos Mutter beauftragt wurde, ihren Sohn Bernardo zu verteidigen, während dieser sich noch immer auf der Flucht befand. Der Dokumentarfilm zeigt das Geschehen des sogenannten zweiten großen Mafiakrieges in Sizilien, der von Salvatore „Totò“ Riina und Provenzano losgetreten wurde, und er zeigt eine von Giuseppe Linares geleitete Razzia gegen 36 mutmaßliche Angehörige der Cosa Nostra, insbesondere die Verhaftung von Vincenzo Virga;  zudem wird über die Verhaftungen von Benedetto Spera und Antonino Giuffrè berichtet. Ebenso spielen die Mordattentate auf die Untersuchungsrichter Giovanni Falcone und Paolo Borsellino eine Rolle und Marco Amenta erfährt von Hinweisen, die darauf deuten, dass Provenzano während seiner Flucht womöglich von Politikern auf höchster Ebene geschützt wurde.